# Anuretes menehune
Anuretes menehune är en kräftdjursart som beskrevs av Lewis 1964. Anuretes menehune ingår i släktet Anuretes och familjen Caligidae. Inga underarter finns listade i Catalogue of Life.